# Лікарня А. Д. Нечаєва (Новочеркаськ)
Лікарня А. Д. Нечаєва (рос. Больница А. Д. Нечаева) — об'єкт культурної спадщини регіонального значення, який розташований по вулиці Комітетської, 64 в місті Новочеркаську Ростовської області (Росія). Пам'ятник архітектури.

## Історія
Домоволодіння по вулиці Комітетської, 64 в Новочеркаську складалося з 2 будівель. Можливо тому, у дослідників різниться інформація про дату заснування домоволодіння. В одних джерелах датою вказана середина XIX століття, в інших — 1912 рік.
Один з двох будинків розташовувався в глибині двору, інший перебував на червоній лінії вулиці. Зараз в цій будівлі працює відділення фізіотерапії. Металева кована огорожа служила з'єднанням між двома будинками. Будівельники домоволодіння вдалися до змішання елементів різних стилів — тут зустрічаються деталі модерну, класицизму, ренесансу і бароко. Передбачається, що півтораповерховий будинок був побудований раніше триповерхового будинку. Його фасад має тричастинній симетричною композицією з виділеним ризалітом. На бічних крилах містяться рельєфні композиції, що зображують жінок з дитиною на руках. У пилястровых лиштв є аркове завершення у вигляді портиків. Орнамент і витончені раковини служать прикрасою карниза. Портал входу в будинок при будівництві був піднятий на високий цоколь. Раніше у дворі будинку розташовувалися фонтани.
Ще один будинок за цією адресою був побудований в 1912 році за проектом архітектора М. І. Попова. Тут розташовувалася приватна лікарня на 10 ліжок, в якій працювали відомі лікарі — батько і син Нечаєвы. Функціонувала водолікарня і електро-светолечебница. Послуги лікарні були платними. В радянський час в будівлі працювало відділення нервових хвороб. З 1992 року будинок визнано об'єктом культурної спадщини та охороняється законом.